# Anders Ek
Anders Ek (Gotemburgo, 7 de abril de 1916 -  Estocolmo, de noviembre de 1979 en) fue un actor de teatro y cine sueco.

## Vida
Ek nació como hijo de un profesor de historia y una poetisa. Desde 1938 hasta 1941, estudió en la escuela de actuación del Teatro Dramático Real en Estocolmo, donde también actuó después de finalizar sus estudios. Tuvo otros compromisos en los teatros municipales de Malmö y Gotemburgo y en el Teatro Intim en Estocolmo. A principios de la década de 1940, ya interpretaba sus primeros papeles en el cine. En 1943, apareció por primera vez en una producción teatral de Ingmar Bergman, con quien también trabajó en cuatro películas. En 1960, Ek se unió al recién inaugurado Teatro Municipal de Estocolmo, pero a mediados de la década de 1960 regresó al Teatro Dramático Real, donde permaneció hasta poco antes de su muerte. En 1976, participó en la puesta en escena de Bergman de la obra "Danza de muerte" de August Strindberg. Ese mismo año, hizo su última aparición cinematográfica.
Ek estuvo casado de 1942 a 1949 con la bailarina, coreógrafa y directora Birgit Cullberg y es el padre del bailarín y coreógrafo Mats Ek, del bailarín Niklas Ek y de la actriz Malin Ek.

## Filmografía
- 1943: "La doncella y el diablo" (Flickan och djävulen) – Dirección: Hampe Faustman
- 1950: "La chica de los jacintos" (Flicka och hyacinter) – Dirección: Hasse Ekman
- 1953: "Noche de circo" (Gycklarnas afton) – Dirección: Ingmar Bergman
- 1957: "El séptimo sello" (Det sjunde inseglet) – Dirección: Ingmar Bergman
- 1967: "Soy curiosa (amarillo)" (Jag är nyfiken - en film i gult)
- 1969: "El rito" (Riten) – Dirección: Ingmar Bergman
- 1972: "Gritos y susurros" (Viskningar och rop) – Dirección: Ingmar Bergman

## Premios
- 1971: O’Neill-stipendiet (Suecia)
- 1972: Premio de teatro de la Academia Sueca 1979: Litteris et Artibus (Suecia)